# Ichneumon sagittator
Ichneumon sagittator är en stekelart som beskrevs av Rossi 1792. Ichneumon sagittator ingår i släktet Ichneumon och familjen brokparasitsteklar. Inga underarter finns listade i Catalogue of Life.